# Премия Макса Планка
Премия Макса Планка (нем. Max-Planck-Forschungspreis) — награда в области гуманитарных, естественных и технических наук. Финансируется Федеральным министерством образования и научных исследований Германии. Присуждается совместным жюри Общества Макса Планка и Фонда Александра фон Гумбольдта. Эта премия предоставляет возможность высококвалифицированным учёным из разных стран заниматься научными проектами в сотрудничестве с учёными Германии.
Награда присуждается с 1990 года. Количество награждаемых постепенно уменьшалось и с 2004 года присуждается по 2 премии в год. Размер премии с 2004 года составляет 750 000 евро, которые выделяются на срок от трёх до пяти лет. Научная область премии меняется каждый год. Среди награжденных 6 лауреатов Нобелевской премии. Премия включена в постановление правительства РФ от 6 февраля 2001 г. N 89.
В рейтинге международных научных наград от IREG (International Ranking Expert Group) премия Макса Планка входит в топ-5 наград в междисциплинарных областях знания (перед ней — премии Киото, Японии, Альберта Эйнштейна и Международная премия короля Фейсала).

## Наиболее известные лауреаты премии
- 1990: Джон Барг, Анатолий Маркович Жаботинский

- 1991: Тимофеев, Юрий Михайлович [4]

- 1992: Геза Альфёльди, Гюнтер Блобел, Роберт Вайнберг, Джанни Ваттимо, Вольфганг Вельш, Юлиус Весс, Дэниел Клеппнер, Виктор Кли, Дэвид Кокс,  Эндель Липпмаа, Стенли Прузинер.

- 1993: Джоэль Лебовиц, Маршалл Хэтч

- 1994: Шмуэль Эйзенштадт, Манфред Корфман, Пауль Крутцен, Марио Молина, Манфред Эйген

- 1996: Ян Ассман, Михаил Владимирович Данилов

- 1998: Стайнман, Ральф

- 2000: Марсден, Джеррольд

- 2001: Варшавский, Александр Яковлевич, Можен, Жерар

- 2002: Фортов, Владимир Евгеньевич[5]

- 2003: Хенниг, Юрген Клаус

- 2005: Веттерих, Кристоф

- 2008: Лэнджер, Роберт

- 2009: Ассман, Алейда

- 2011: Трун, Себастьян

- 2013: Филд, Кристофер & Markus Reichstein[нем.][6]

- 2015: Йоас, Ханс

- 2016: Бонни Басслер, Martin Wikelski[нем.]

- 2018: Хейманс, Кэтрин
- 2019: Ufuk Akcigit
- 2020: Roberto Bonasio
- 2021: Харильо-Эрреро, Пабло
- 2022: Робертс, Маргарет (политолог)
- 2023: Rotem Sorek
- 2024: Уильямсон, Джорди